# Quasar (personaggio)
Quasar è un personaggio dei fumetti pubblicato dalla Marvel Comics, di cui diversi protagonisti hanno indossato i panni.
- Il primo, il cui vero nome è Wendell Elvis Vaughn, è un personaggio dei fumetti creato da Roger Stern (testi) e Sal Buscema (disegni). Apparso la prima volta come Quasar in The Incredible Hulk (seconda serie) n. 234[2], invece la prima apparizione come Marvel Boy avviene in Captain America (prima serie) n. 217[3], creato da Donald F. Glut, Roy Thomas (testi) e John Buscema (disegni).

- Il secondo, il cui vero nome è Phyla-Vell, è un personaggio dei fumetti creato da Peter David (testi) e Paul Azaceta (disegni). È apparsa la prima volta in Captain Marvel (Vol. 5) n. 16[4] come Phyla-Vell e come Quasar in Annihilation: Conquest - Quasar (Vol. 1) #1.[5]

## Biografia del personaggio

### Wendell Vaughn

#### Origini
Wendeel Vaughn nasce a Fond du Lac, Wisconsin. È graduato alla SHIELD Academy. Anche se considerato molto abile dai suoi superiori, lo considerano comunque inadatto per le missioni, sentendo che a Vaughn manchi un istinto assassino, la volontà di vincere a tutti i costi.
Il suo primo incarico è fare da security in un centro di ricerca dove vengono svolti degli esperimenti sulle Bande Quantiche, che appartenevano al Crociato. Un pilota collaudatore selezionato per testare le Bande dimostra di essere abile nell'usarle, ma perisce quando l'energia quantica aumenta fino ad andare fuori controllo.
Vaughn decide di indossare le Bande Quantiche quando l'AIM lancia un assalto al centro di ricerca. Usando le Bande per creare dei potenti costrutti di energia, Vaughn riesce a respingere l'attacco. Quando l'energia delle Bande comincia ad andare in sovraccarico, Vaughn decide di rilassarsi e lasciarsi andare. Con sua sorpresa, l'energia inizia a calare. Vaughn capisce che il modo di usare le Bande è quello di avere una volontà flessibile piuttosto che una determinata. Quindi, la sua mancanza di un istinto assassino ha fatto la differenza.
Wendeel Vaughn diventa un supereroe, dandosi il nome di Marvel Boy all'inizio per poi cambiarlo in Quasar.
Insieme a Capitan America, Falcon e Hulk, Quasar combatte Moonstone e la Corporazione. Successivamente, come capo della sicurezza del Progetto Pegasus, affronta l'originale Deathlok, Nuklo e i Grapplers quando questi attaccarono il centro. Quasar si avventurò in un'altra dimensione insieme a La Cosa.

#### Il protettore dell'universo
Quasar viaggia verso Urano, dove l'originale Marvel Boy ha ricevuto le Bande Quantiche. Le origini delle Bande gli furono svelate dall'entità cosmica Eon. Eon spiega che le Bande furono create per il suo agente, il protettore dell'universo (titolo precedentemente posseduto da Capitan Mar-Vell). Quasar accetta il ruolo di protettore dell'universo e la sua mente fu aperta sulle vere potenzialità delle Bande, incluso come usare le bande per teletrasportarsi attraverso una dimensione chiamata la Zona Quantica.
Tornato sulla Terra, Quasar aiuta i Vendicatori a combattere Super Nova, un membro impazzito della Nova Corps. Dopo lo scontro viene nominato membro dei Vendicatori.
Quasar incontra Uatu l'Osservatore e lo Straniero e salva l'Osservatore dalla piaga dell'oblio.
Dopo aver litigato con suo padre e Eon, Quasar rinuncia al suo ruolo di protettore. Durante questo periodo, Maelstrom, l'assassino cosmico, uccide sia Quasar che Eon. Quasar viene ricreato da Eternità come una entità di pura energia per poi affrontare Maelstrom e Oblivion. Salvato l'universo dalla minaccia di Oblivion, Maelstrom viene distrutto dalle Bande Quantiche e Quasar ritorna ad avere un corpo fisico. Quasar combatte contro Thanos al funerale di Eon, il quale rinasce con il nome di Epoch.
Quando uno stargate usato dagli Shi'ar, durante Operazione Tempesta nella Galassia, minaccia di distruggere il Sole, Quasar riesce a impedire il disastro con l'aiuto di Carol Danvers.
Durante la Guerra dell'Infinito, Quasar viaggia nella dimensione delle manifestazioni per raccogliere informazioni. Con l'aiuto del Contemplatore, scopre Eternità in uno stato catatonico. Successivamente Quasar cercò di usare il Nullificatore Universale contro Magus, ma Magus usa il Guanto dell'Infinito per rivoltare l'arma contro Quasar, disintegrandolo. Quasar riesce a resuscitare di nuovo grazie allo Star Brand, che aveva ottenuto in un viaggio nel Nuovo Universo prima della Guerra dell'Infinito.
Quando la Presenza minaccia la sua famiglia, Quasar finge la sua morte e lascia la Terra per tenere la sua famiglia al sicuro.

#### Vendicatori/Annihilation
Quando la Terra viene minacciata da Ego il pianeta vivente, Quasar assorbe l'essenza di Ego e si esilia nello spazio per paura che Ego possa espandersi.
Quasar aiuta i Vendicatori ad opera una stazione spaziale e assiste i Fantastici Quattro in una battaglia con Galactus.
Durante Annihilation, Quasar aiuta Nova a combattere l'Onda Annihilation di Annihilus, ma viene ucciso da quest'ultimo.
Quasar viene resuscitato in una forma di pura energia quantica dagli scienziati del Progetto Pegasus e aiuta Nova e Darkhawk a respingere un attacco degli Skrull.

#### Realm of Kings e l'Ordine di Thanos
Quasar si offre volontario nell'esplorare lo squarcio nello spaziotempo causato durante War of Kings. Durante il viaggio, Quasar ottiene di nuovo una forma fisica e scopre un universo popolato da mostruose creature cosmiche e da versioni distorte dei supereroi che pianificano di invadere il suo universo.
Quasar si unisce alla squadra di Nova per contrastare l'invasione.
Per proteggere l'universo, Quasar si unisce ai Devastatori. I Devastatori salvano il pianeta Galador da una invasione di Spettri Neri e impediscono il ritorno di Magus con l'aiuto dei Vendicatori.

### Phyla-Vell
Dopo che Genis-Vell ha distrutto e ricreato l'universo, il nuovo universo aveva qualche differenza da quello precedente. Una di queste differenze era l'esistenza di Phyla-Vell. Viene rivelato che Phyla è la seconda figlia creata in provetta di Capitan Mar-Vell e di Elysius. Inizialmente la sua esistenza entrava in conflitto con delle storyline precedenti ma questo fu risolto in Captain Marvel (quinta serie) n. 16 (gennaio 2004).
Phyla combatte suo fratello Genis, che era impazzito a causa della Conoscenza Cosmica, aiutandolo anche nel riacquistare la sua sanità. Successivamente reclama il titolo di Capitan Marvel ma il fratello Genis si rifiuta di cederlo.
Alla fine della quinta serie di Capitan Marvel, Phyla invita la sua amante Dragoluna a fare un viaggio su una nebula a spirale vicino Renault VII.

#### Annihilation
Durante il combattimento finale fra Nova e Annihilus, Phyla, figlia di Mar-Vell e nuovo Capitan Marvel, sottrae al sovrano della zona negativa le Bande quantiche rubate a Quasar. Con i suoi nuovi poteri, l'eroina prende il nome di Quasar e decide di proteggere l'universo come il suo predecessore.

#### Annihilation Conquest
Durante la saga in cui il collettivo cibernetico Phalanx minaccia quello che rimane dell'impero Kree isolandolo dal resto dell'universo, Phyla Vell viene incaricata da una enigmatica voce interiore di trovare il cosiddetto Redentore.
Per il nuovo Quasar la ricerca, oltre ad essere lunga e piena di potenti nemici, fa sorgere nuovi ed inaspettati problemi con le Bande Quantiche e i suoi poteri. Durante un combattimento contro il Super-addattoide, infatti, Phyla perde la testa per la rabbia e comincia a vociferare come Annihilus sulla fine di ogni forma di vita. Alla fine del combattimento scopre che uno dei cristalli delle bande quantiche è diventato nero e che i propri poteri hanno perso forza.
In seguito scopre che è proprio l'isolamento dell'impero Kree a ledere ai propri poteri e che inoltre le bande sono state corrotte dall'uso di Annihilus.
Intanto però seguendo una debole traccia energetica Quasar riesce finalmente a trovare il punto in cui si trova il Redentore. Non prima però di un altro combattimento contro il super-addattoide, che stavolta riesce a copiare le Bande quantiche e gli ruba metà dei poteri.
Indebolita dallo scontro ma aiutata dall'amica e amante Dragoluna, trasformatasi in un drago, riescono finalmente ad arrivare nel pianeta Morag IV dove trovano il palazzo del redentore ma devono fronteggiare, nuovamente, la minaccia del Super-addattoide e del suo esercito. Per salvare la popolazione locale Quasar usa tutto il potere quantico rimastole, ma si lancia comunque ad affrontare il suo nemico. Dopo una difficile battaglia riesce a mandare in tilt l'androide e a riprendere parte dell'energia che le era stata rubata che però la getta di nuovo nella rabbia e nella pazzia. In suo aiuto arriva lo spirito di Wendell Vaughn, il defunto Quasar che sconfigge la corruzione di Annihilus liberando le bande quantiche dalla sua presenza.
Finalmente libera, Phyla scopre che la voce che l'aveva spinta nella ricerca altri non è che la Suprema Intelligenza Kree. Insieme, la grande mente e Quasar, liberano dal bozzolo protettivo il Redentore ovvero Adam Warlock, lo stregone.

#### Guardiani della Galassia
Dopo gli eventi di Annihilation Conquest, Phyla si unisce ai Guardiani della Galassia. Mentre aiutava Drax a cercare una ragazzina di nome Cammi, consultano uno psichico per ricevere aiuto nel trovare Cammi solo per scoprire che Dragoluna stava cercando di contattarli dall'aldilà.
Chiedono aiuto a Mentore di Titano e quest'ultimo sembra ucciderli.
Mentore manda Drax e Phyla nell'Oblivion dove si imbattono in Maelstrom e nel Drago della Luna. Dopo che Maelstrom ruba le Bande Quantiche di Phyla, dà in pasto quest'ultima al Drago.
All'interno del Drago, Phyla fa una sorta di patto per salvare Dragoluna. Successivamente, Phyla squarcia il ventre del Drago ed esce, insieme a Dragoluna, con un nuovo costume nero adornato con dei teschi e tutti insieme ritornano nel mondo dei vivi.
Phyla si rifiuta di spiegare a Drax in cosa consisteva il patto e Maelstrom rivela che lei ha accettato di diventare un avatar della malvagia entità Oblivion.
Ora con il nome Martyr, Phyla è diventata più aggressiva e cinica. Mentre Star-Lord cercava di trovare un accordo con gli Inumani per fermare la guerra tra i Kree e gli Shi'ar, Phyla prende in ostaggio la principessa Crystal. Questo ha portato a una battaglia tra gli Inumani e i Guardiani della Galassia. Alla fine, gli Inumani decisero di finire la guerra facendo esplodere una bomba che ha danneggiato lo spazio stesso, creando una faglia che porta in un altro universo.
Quando Adam Warlock cercò di chiudere la faglia usando l'energia ricavata dalla vecchia linea temporale dove lui sarebbe diventato Magus, Phyla rivela che il suo scopo come avatar di Oblivion era quello di uccidere l'avatar della vita. Sapendo che sarebbe diventato il malvagio Magus, Phyla lo infilza con la sua spada ma questo non impedisce la trasformazione di Warlock. Magus prende la spada di Phyla e la ferisce gravemente con essa e Phyla viene fatta prigioniera insieme a Mantis, Gamora, Cosmo e il Maggiore Victory.
Phyla riesce a liberare se stessa e gli altri Guardiani, ma dopo una feroce battaglia viene ingannata da Maelstrom e risveglia Thanos, che era dentro un bozzolo rigenerativo.
Quando i Guardiani si riuniscono, Phyla viene confermata come la prima vittima della furia di Thanos, con i suoi resti visti da Mantis ma mai mostrati al lettore.
Successivamente, i Guardiani piansero la sua morte a Ovunque.

## Poteri e abilità
Quasar possiede le Bande Quantiche, manufatti alieni in grado di manipolare lo spettro elettromagnetico collegandosi alla dimensione nota come Zona Quantica. Quasar può creare oggetti di forza quantica modellati dalla sua immaginazione e viaggiare più veloce della luce passando per la Zona Quantica. Le bande lo proteggono dal controllo mentale e lo tengono in contatto con Epoch. Le Bande non possono controllare la Forza Oscura, l'antimateria, l'energia cinetica e sono vulnerabili alla magia. Le Bande non possono essere tolte dai polsi di Quasar prima della sua morte.

## Altre versioni

### House of M Quasar
Wendell Vaughn è brevemente apparso come scienziato in una vignetta durante l'evento. Non vi era nessuna indicazione che egli possedesse le bande quantiche in questo universo.

### Ultimate Quasar
Anche se Quasar non è apparso come supereroe nell'Universo Ultimate, Wendell Vaughn è un agente S.H.I.E.L.D. a capo del progetto, top secret, Pegasus. Egli appare per la prima volta in Ultimate powers numero 1, quando la squadra serpente attacca il progetto pegasus.

## Traduzione del nome in italiano
In italiano il personaggio è presentato con il nome originale in inglese. Da notare che negli anni settanta l'Editoriale Corno nelle prime edizioni de I Fantastici Quattro scelse di ribattezzare il personaggio "Crociato".

## Altri media

### Televisione
- Phyla-Vell, alias Quasar, compare nell'episodio "Michael Korvac" della serie animata Avengers - I più potenti eroi della Terra. In questa versione è una dei membri dei Guardiani della Galassia.
- Phyla-Vell compare anche nella serie animata Ultimate Spider-Man.

### Cinema
La nuova incarnazione di Phyla-Vell compare per la prima volta nel film del Marvel Cinematic Universe Guardiani della Galassia Vol. 3 (2023), interpretata dalla giovanissima attrice statunitense Kai Zen. In questa versione del personaggio è una piccola bambina stellare, chiamata semplicemente Phyla, in cui è stata geneticamente modificata dall'Alto Evoluzionario prima che lei e gli altri suoi simili venissero liberati dai Guardiani della Galassia e i loro alleati, durante la battaglia finale contro il malvagio scienziato e il suo esercito. Alla fine del film diviene un membro della nuova squadra dei Guardiani della Galassia, sotto la guida di Rocket Raccoon, insieme con Groot, Kraglin Obfonteri, Adam Warlock e il cane spaziale Cosmo.

### Videogiochi
- Phyla-Vell compare come personaggio giocabile in Marvel: Avengers Alliance.
- Phyla-Vell compare in Disney Infinity 2.0: Marvel Super Heroes.
- Phyla-Vell compare in Disney Infinity 3.0.
- Phyla-Vell compare come personaggio giocabile in Marvel Future Fight.
- Wendell Vaughn compare come personaggio giocabile in LEGO Marvel's Avengers.
- Phyla-Vell compare come personaggio giocabile in Marvel Strike Force.